# Джуанда, Джон
Джонсон «Джон» Джуанда (англ. Johnson Juanda; род. 8 июля 1971 года, Медане, Индонезия) — профессиональный игрок в покер. Обладатель пяти браслетов WSOP, победитель главного турнира WSOPE 2008 года. Член Зала славы покера с 2015 года.
В настоящее время проживает в Марина дель Рей в Калифорнии.

## Карьера
Джуанда родился и вырос в Индонезии, хотя по происхождению — китаец. В 1990 году переехал в США, где поступил в университет штата Оклахома. В школе занимался легкой атлетикой и показывал неплохие результаты в беге на 200 и 5000 метров.
В 1999 году впервые принял участие в турнирах серии WSOP и дважды попал в призёры. В 2002 году добился первого большого успеха, выиграв браслет WSOP и заняв второе место в турнире серии WPT. В 2003 году Джуанда выиграл ещё два браслета WSOP в турнирах по семикарточному стаду хай-лоу и омахе с пот-лимитом. В 2005 году добился лучшего для себя результата в главном турнире WSOP, заняв 31 место. В 2008 году одержал победу на главном турнире европейской серии WSOP, выиграв £868,800 в финальном поединке против россиянина Станислава Алехина.
Всего в активе Джуанды 45 попаданий в призы на турнирах WSOP и 16 призовых мест (включая 6 финальных столов) на турнирах WPT.
В прошлом, член команды сайта FullTiltPoker.
Сумма призовых Джуанды на 2008 год составляет $9,330,774.
Выиграл Главное Событие EPT Barcelona в 2015 году.